# Dinastías Iadus Rajput
Iadus Rajput es una expresión utilizada para describir varios grupos Rajput que piden reconocimiento como yadus, descendientes del antiguo yadu (rey).

## Dinastías Iadus Rajput
- Jadeja
- Chudasama
- Bhatti